# Výtoň (Praha)

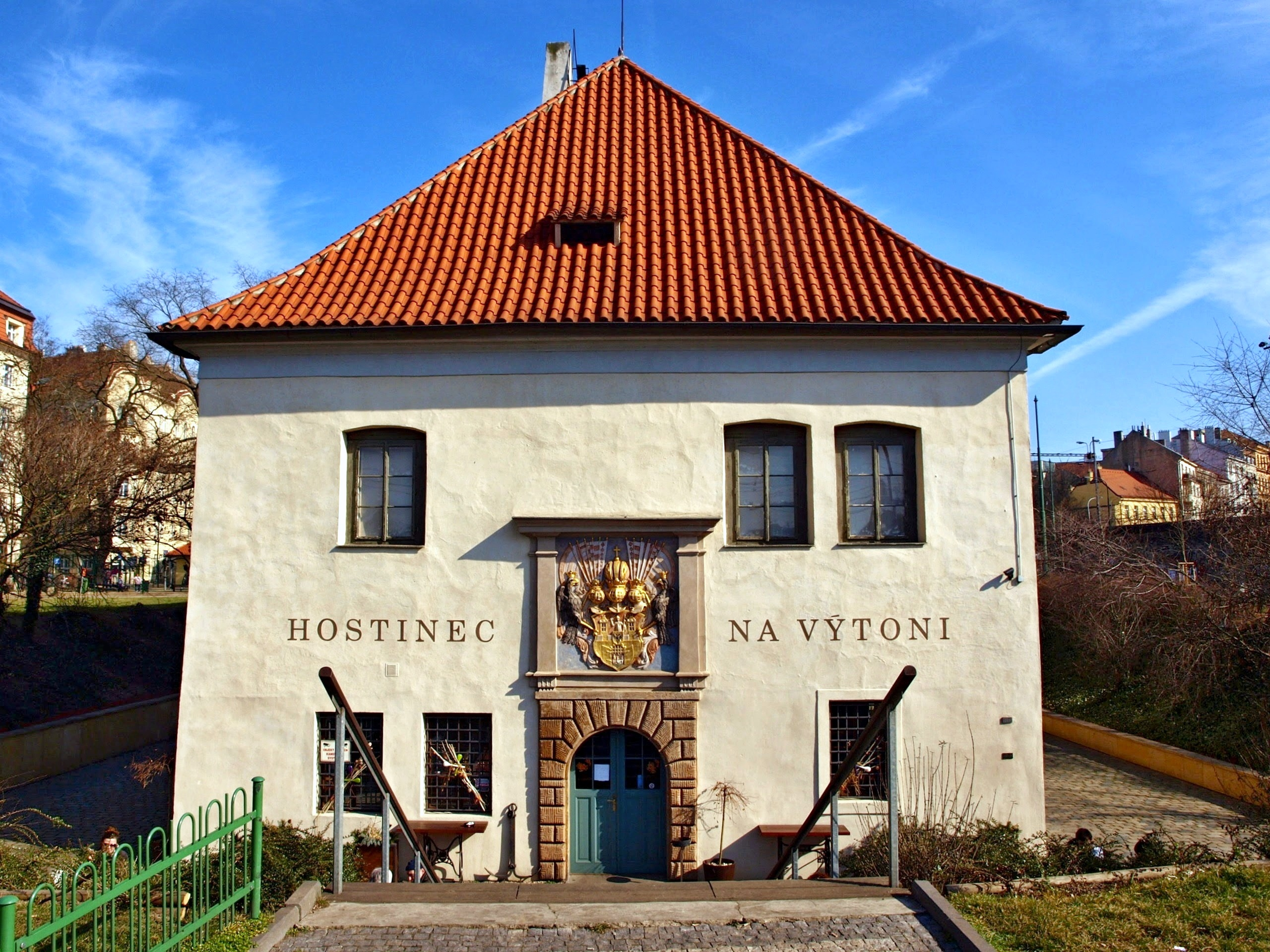
Podskalská celnice na Výtoni

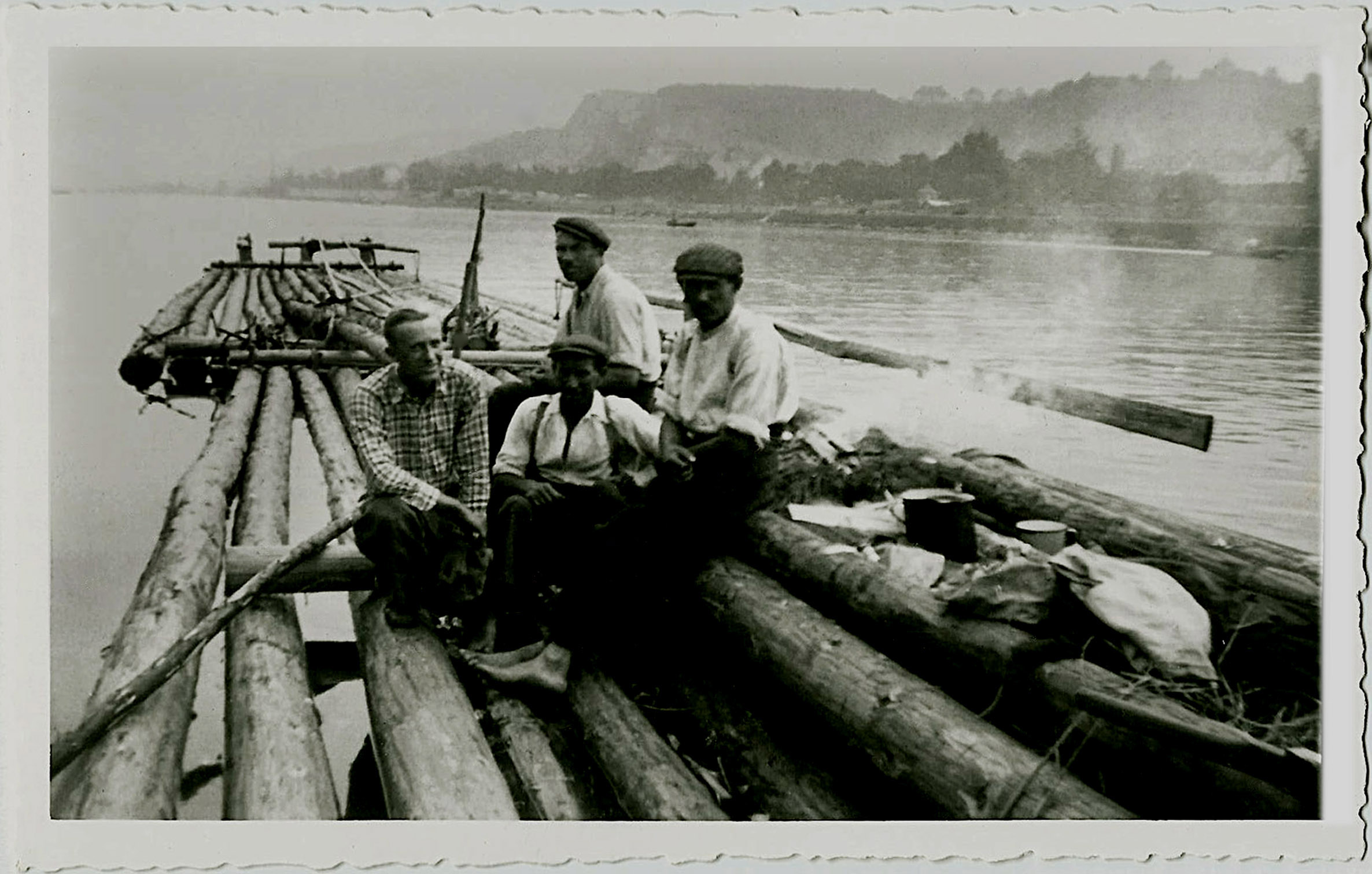
Voraři se blíží k Výtoni (asi z let 1927–1928)

Výtoň je místo v bývalém pražském Podskalí, kde se ve 14. století vybíralo clo z připlaveného dřeva z horního toku Vltavy tzv. vytínáním. Dodnes zde jako poslední pozůstatek Podskalí stojí objekt Podskalské celnice, který kdysi sloužil jako úřad pro výběr cla. Dnes celnice slouží muzeum vorařství. 
Jméno „Výtoň“ se přeneslo jako pomístní název na oblast křižovatky Svobodovy ulice a Rašínova nábřeží u ústí Botiče do Vltavy, jmenují se tak rovněž dvě stálé a dvě občasné tramvajové zastávky v okolí této křižovatky a přilehlé přístaviště přívozu P5. 

## Historie
Plavením dřeva se v těchto dobách živili tzv. Podskaláci – lidé, nazývaní podle osady Podskalí, ve které žili. Za dřevo, které sem bylo připlaveno, se vybíralo clo vytnutím jedné dvanáctiny klád z voru.
Na Výtoni v Podskalí se dodnes dochovala bývalá celnice. Tato stavba s pozdně gotickým jádrem vznikla v 16. století. Její patro je roubené a přízemí zděné. Patro bylo obezděno až za doby Rudolfa II. V roce 1561 budovu zakoupilo Nové Město za účelem vybírání cla. Úřadovali tam výběrčí, kontrolor a dva úředníci.
V roce 1833 celní správa zanikla a vznikl zde hostinec U Koppů. Z počátku 20. století pocházejí úvahy o vybudování muzea, které by pojednávalo o životě v Podskalí. K prvním praktickým krokům vedoucím k jejich uskutečnění došlo v roce 1939, kdy budovu zakoupilo Muzeum hl. města Prahy. V roce 1947 zde byla otevřena první expozice.